# Leptocharias smithii
Famille
Genre
Espèce
Statut de conservation UICN

 NT  : Quasi menacé
Leptocharias smithii (l'Émissole barbue) est une espèce de requins.

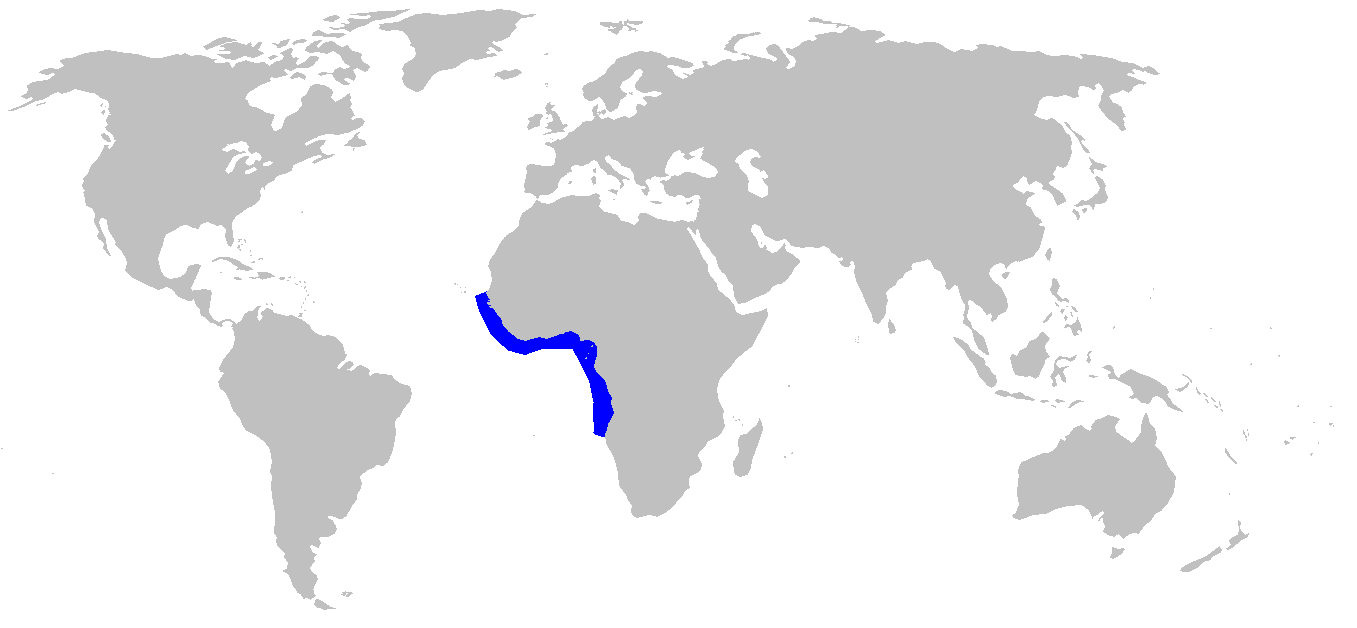
Répartition de l'espèce.